# Rudnik Bučim
Rudnik Bučim (makedonska: Рудник Бучим) är en gruva i Nordmakedonien.   Den ligger i kommunen Radoviš, i den centrala delen av landet, 80 kilometer öster om huvudstaden Skopje. Rudnik Bučim ligger 713 meter över havet.
Terrängen runt Rudnik Bučim är kuperad. Närmaste större samhälle är Radoviš, 10 kilometer öster om Rudnik Bučim.
Trakten runt Rudnik Bučim består i huvudsak av gräsmarker. Runt Rudnik Bučim är det ganska tätbefolkat, med 67 invånare per kvadratkilometer.